# Wyoming Highway 73
Der Wyoming Highway 73 (kurz: WYO 73) ist eine 7,47 km lange State Route im US-Bundesstaat Wyoming, die im Süden des Bundesstaates in den Counties Carbon und Sweetwater verläuft. Die Straße verbindet den Ort Bairoil mit US287 / WYO 789 und ist auch als Bairoil Road bekannt.

## Streckenverlauf
Der Wyoming Highway 73 beginnt am östlichen Ortsende von Bairoil im Sweetwater County und verläuft von dort in ostsüdöstliche Richtung. Der Highway erreicht das Carbon County und endet bereits nach 7,47 km an US 287 und WYO 789 in Lamont.

## Belege
1. 1 2  AARoads: Wyoming State Route Log: 1 through 99. Abgerufen am 3. April 2024 (amerikanisches Englisch).